# Вулиця Петра Болбочана (Київ)
Ву́лиця Петра́ Болбоча́на — вулиця в Печерському районі міста Києва, місцевість Звіринець. Пролягає від бульвару Лесі Українки до тупика.

## Історія
Вулиця виникла в XIX столітті під назвою Церковна (від розташованої поблизу церкви Різдва Іоана Предтечі, знищеної у 1950-ті). 
З 1940 року вулиця набула назву Лейтенантська, від розташованого вздовж неї колишнього Суворовського училища (назву підтверджено 1944 року). 
З 1977 року — вулиця Командарма Каменєва, на честь радянського військового діяча Сергія Камєнєва. 
Сучасна назва на честь українського військового діяча, полковника Армії УНР Петра Болбочана — з 2015 року.

## Установи та заклади
- Рада національної безпеки і оборони України (буд. №-8)
- Окружний адміністративний суд міста Києва (буд. 8, корп. 1)